# Pine River (Peace River)
Der Pine River ist ein rechter Nebenfluss des Peace River im Peace River Regional District im Nordosten der kanadischen Provinz British Columbia.

## Flusslauf
Der Pine River entspringt im Pine Le Moray Provincial Park am Osthang der Kanadischen Rocky Mountains etwa 15 km östlich des am Williston Lake gelegenen Mackenzie. Von dort fließt er in überwiegend östlicher Richtung in die Peace River-Niederung. Dabei nimmt er die rechten Nebenflüsse Sukunka River und Murray River auf. Anschließend wendet sich der Pine River nach Norden und später macj Nordosten und mündet schließlich bei Taylor in den Peace River. Am Fluss liegen die Orte Lemoray, Chetwynd und East Pine. Die Provinzparks Pine River Breaks und East Pine befinden sich am Flussufer. Der Pine River hat eine Länge von etwa 200 km. Am Pegel bei East Pine, 91 km oberhalb der Mündung, beträgt der mittlere Abfluss 189 m³/s. Im Mai und Juni führt der Pine River die größten Wassermengen.